# Переселение фламандцев в Валлонию
Переселение фламандцев в Валлонию происходило в рамках единого Бельгийского королевства во второй половине XIX — первой трети XX века. Основными предпосылками к началу данного процесса стали более высокая рождаемость и более высокая плотность населения в равнинной Фландрии, которые привели к росту земельного голода в этой по-прежнему аграрной, слабо индустриализованной части страны. Валлония, имевшая богатые запасы угля, напротив, быстро наращивала промышленные мощности за счёт развития сталелитейной промышленности, которая остро нуждалась в рабочей силе, особенно в условиях постепенно сокращающейся рождаемости среди валлонов, которая напоминала сходную тенденцию падения фертильности во Франции. Более того, пользуясь своим привилегированным положением в Бельгии, более или менее социально мобильные валлоны предпочитали делать карьеру в госаппарате, образовательном секторе и других «беловоротничковых» профессиях. Для продолжения карьеры на более высоком уровне, многие из них переселялись на север — в Брюссель и другие крупные города Фландрии. Особенно массовый характер обратная внутренняя миграция этнических фламандцев с севера на юг приняла в последней четверти XIX века и сохраняла высокую интенсивность до 1910-х годов, когда запасы угля в Арденнах начали истощаться.

## Демолингвистика
Всего на юг переселилось до полумиллиона фламандцев. В результате в Турне доля этнических фламандцев поднялась с 3,6 % в 1866 году до 15,5 % в 1910 году. Фламандская община Льежа за этот же период увеличилась вдвое (с 20 до 40 тыс. чел), а их доля в населении города поднялась с 7,2 % до 9,4 % несмотря на ассимиляцию молодых поколений во франкоязычную среду. К слову, фламандские мигранты более ранних волн были скорее склонны к переходу на местный валлонский язык, чем отчасти и объясняется расцвет валлонской литературы в Бельгии конца XIX века. Однако поскольку сами валлоны начали активно переходить на стандартный французский язык, в конечном счёте начался её неминуемый упадок. Неоспоримо более престижный статус французского языка в Бельгии того времени играл решающую роль в процессе галлизации как столицы, так и переселявшихся на юг фламандцев. Фламандские диалекты, принесённые в Валлонию, были быстро забыты и ныне практически не используются, за исключением небольшого количества приграничных с Фландрией коммун, имеющих языковые льготы.

## Политика
Современная Бельгия разделена политико-административными («языковыми») границами на три субъекта, из-за принадлежности которых возникают постоянные споры между двумя общинами страны. Современные фламандские политики, а также значительная часть гражданского населения, крайне негативно относятся к переселению франкофонов во Фландрию, чиня на их пути многочисленные административные препятствия, несмотря на то что они номинально являются гражданами одной страны и ЕС. Валлонская общественность часто обращает коллективное внимание фламандцев на то, что Валлония не вводила никаких ограничений на переселение фламандцев на её территорию, когда данная миграция имела место, и, более того, когда ВВП Валлонии был значительно выше, чем во Фландрии, валлонские политики не только не стремились к отделению от последней, но и помогали фламандцам с трудоустройством на своей территории. Конечно, переселившиеся фламандцы заплатили за это утратой родного языка, на что современные франкофоны идти не желают.